# Naphthalenesulfonate
Naphthalenesulfonates là dẫn xuất của axit sulfonic có chứa một đơn vị chức năng naphthalene. Một họ các hợp chất liên quan là các axit aminonaphthalenesulfonic. Có tầm quan trọng về mặt thương mại là các sulfonate alkylnaphthalene, được sử dụng làm chất siêu dẻo trong bê tông. Chúng được sản xuất trên quy mô lớn bằng cách ngưng tụ naphthalenesulfonate hoặc alkylnaphthalenesulfonates với formaldehyd.
Những ví dụ bao gồm:
- thuốc nhuộm amaranth
- amido đen
- axit armstrong
- đỏ congo
- màu xanh evans
- suramin
- màu xanh trypan